# Люсса (Крёз)
Люсса́ (фр. Lussat, окс. Luçac) — коммуна во Франции, находится в регионе Лимузен. Департамент коммуны — Крёз. Входит в состав кантона Шамбон-сюр-Вуэз. Округ коммуны — Обюссон.
Код INSEE коммуны — 23114.

## Население
Население коммуны на 2010 год составляло 455 человек.
| 1962 | 1968 | 1975 | 1982 | 1990 | 1999 | 2010 |
| ---- | ---- | ---- | ---- | ---- | ---- | ---- |
| 739  | 631  | 525  | 520  | 486  | 428  | 455  |

## Экономика
В 2010 году среди 271 человека трудоспособного возраста (15—64 лет) 192 были экономически активными, 79 — неактивными (показатель активности — 70,8 %, в 1999 году было 68,3 %). Из 192 активных жителей работали 175 человек (102 мужчины и 73 женщины), безработных было 17 (7 мужчин и 10 женщин). Среди 79 неактивных 24 человека были учениками или студентами, 27 — пенсионерами, 28 были неактивными по другим причинам.